# Linares (tỉnh)
Tỉnh Linares (tiếng Tây Ban Nha: Provincia de Linares) là một tỉnh của Chile. Tỉnh có diện tích 10041.2 km2, dân số theo điều tra năm 2002 là 253990 người. Tỉnh lỵ đóng ở Linares. Tỉnh có 8 khu tự quản.